# Joaquín Dólera
Antonio Joaquín Dólera López, más conocido por Joaquín Dólera (Alguazas, Región de Murcia, 1964), es un abogado laboralista y político español.

## Biografía
Militante de Juventudes Comunistas desde los 14 años.
Ingresó en el Partido Comunista de España (PCE) en 1977.
Estudió en la Facultad de Derecho de la Universidad de Murcia (fue representante de los estudiantes).
Fue miembro del Comité Central de PCE desde 1983.
De 1992 a 2001 fue Secretario General del PCRM-PCE. 
Desde 1995 hasta 1999 fue coordinador general de IU en la Región de Murcia.
Fue diputado en la Asamblea Regional de Murcia en dos legislaturas (1995-1999 y 1999-2003) y portavoz del grupo parlamentario de Izquierda Unida-Los Verdes.
Fue candidato al Congreso de los Diputados por la circunscripción electoral de Murcia  en las elecciones generales de 2008 pero no consiguió escaño.
Es abogado laboralista del sindicato CC.OO.